# Aide-toi, le ciel t'aidera
Aide-toi, le ciel t'aidera je francouzský hraný film z roku 2008, který režíroval François Dupeyron podle vlastního scénáře. Snímek měl světovou premiéru na Mezinárodním filmovém festivalu v Torontu dne 6. září 2008.

## Děj
Sonia žije v bytě a své čtyři děti zvládá s prací jako pomocnice v domácnosti. Ve svatební den své nejstarší dcery se dozvídá se o smrti svého manžela.

## Obsazení
| Félicité Wouassi        | Sonia       |
| Claude Rich             | Robert      |
| Ralph Amoussou          | Victor      |
| Charles-Etienne N'Diaye | Léo         |
| Jacky Ido               | Fer         |
| Mata Gabin              | Marijo      |
| Fatou N'Diaye           | Liz         |
| Renée Le Calm           | paní Docase |
| Raymond Gil             | pan Docase  |
| Jacqueline Dufranne     | Lise        |
| Marcel Cuvelier         | pán         |